# 마샬 (가수)
마샬 (MRSHLL) (본명: 방마샬, 영어: Marshall Bang, 8월 11일 ~ )은 대한민국의 가수이다.

## 방송
- 스타 오디션 위대한 탄생 3 (2012) - Top71

Show Me The Money (시즌 6) [8회] (2017) - 우원재 - '또' (feat. 타이거JK, 비지, 마샬(MRSHLL))